# Calenzana
Calenzana (Corsicaans: Calinzana) is een gemeente in het Franse departement Haute-Corse (regio Corsica). De plaats maakt deel uit van het arrondissement Calvi. Calenzana telde op 1 januari 2022 2.571 inwoners.

## Geografie
De oppervlakte van Calenzana bedroeg op 1 januari 2022 182,77 vierkante kilometer; de bevolkingsdichtheid was toen 14,1 inwoners per km².
De onderstaande kaart toont de ligging van Calenzana met de belangrijkste infrastructuur en aangrenzende gemeenten.

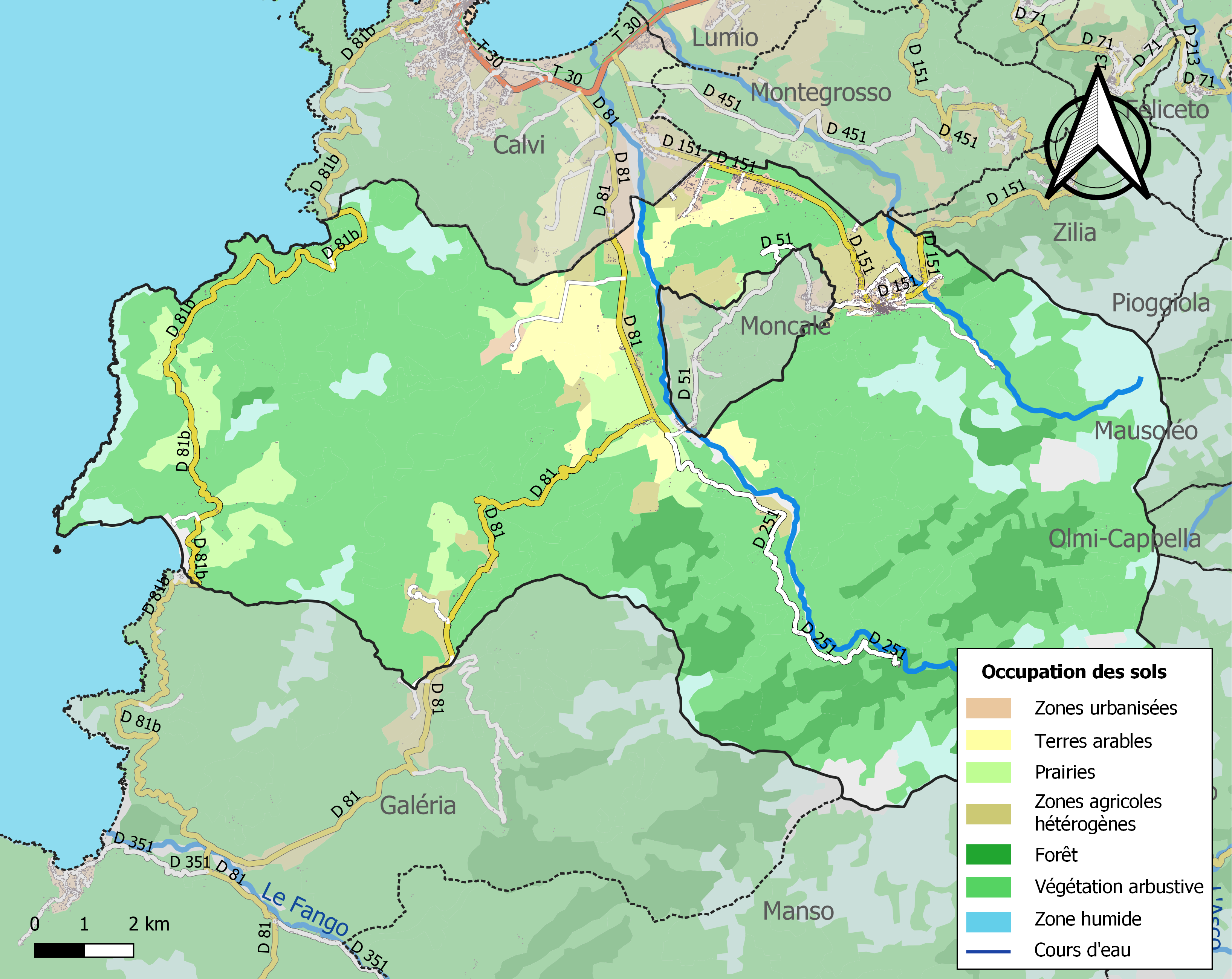

## Demografie
Onderstaande figuur toont het verloop van het inwonertal (bron: INSEE-tellingen).

Vanwege een beveiligingsprobleem met de MediaWiki Graph-software is het momenteel niet mogelijk deze grafiek weer te geven. Zodra de software is bijgewerkt zal de grafiek vanzelf weer zichtbaar worden.

## Galerij

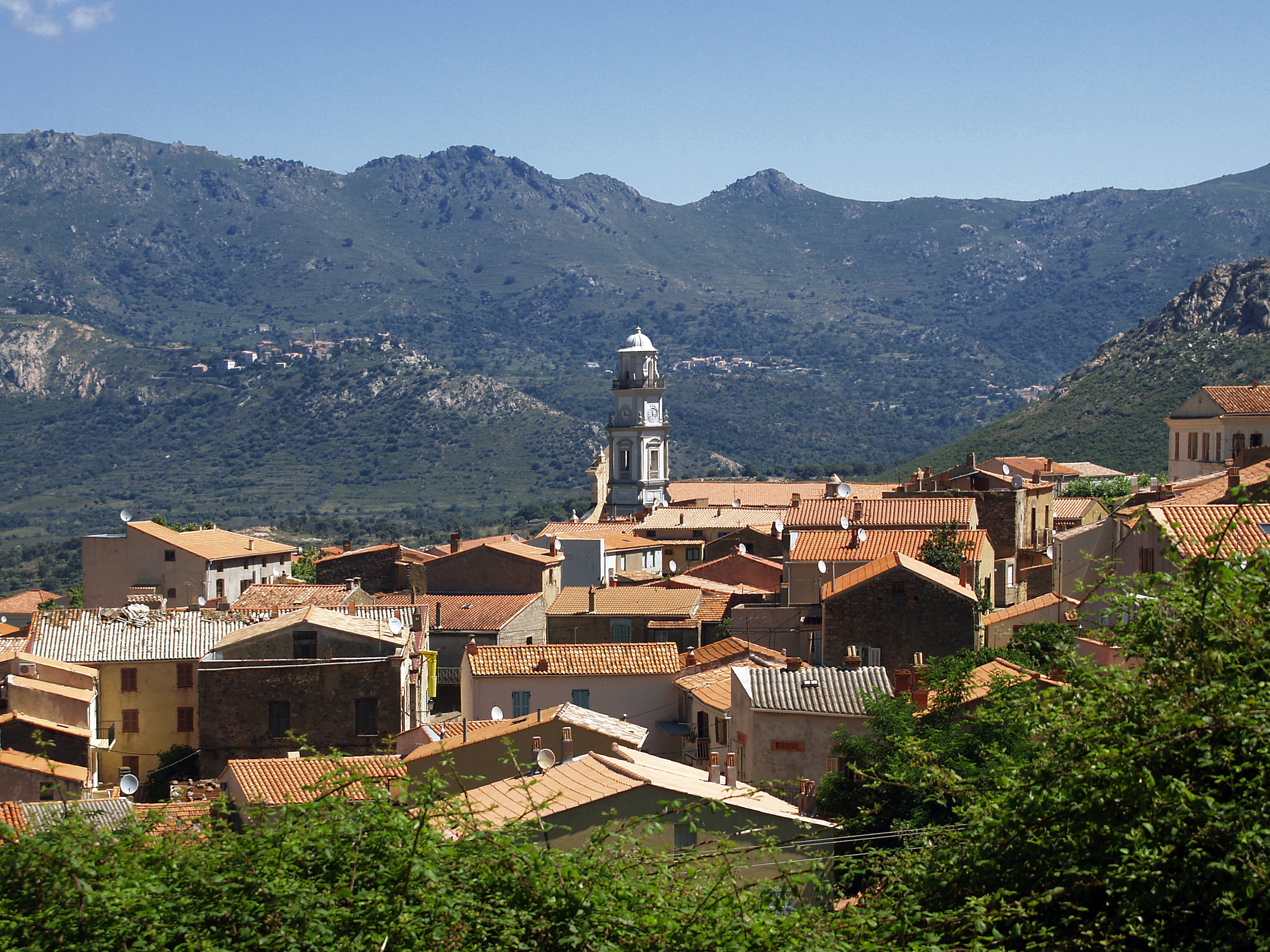
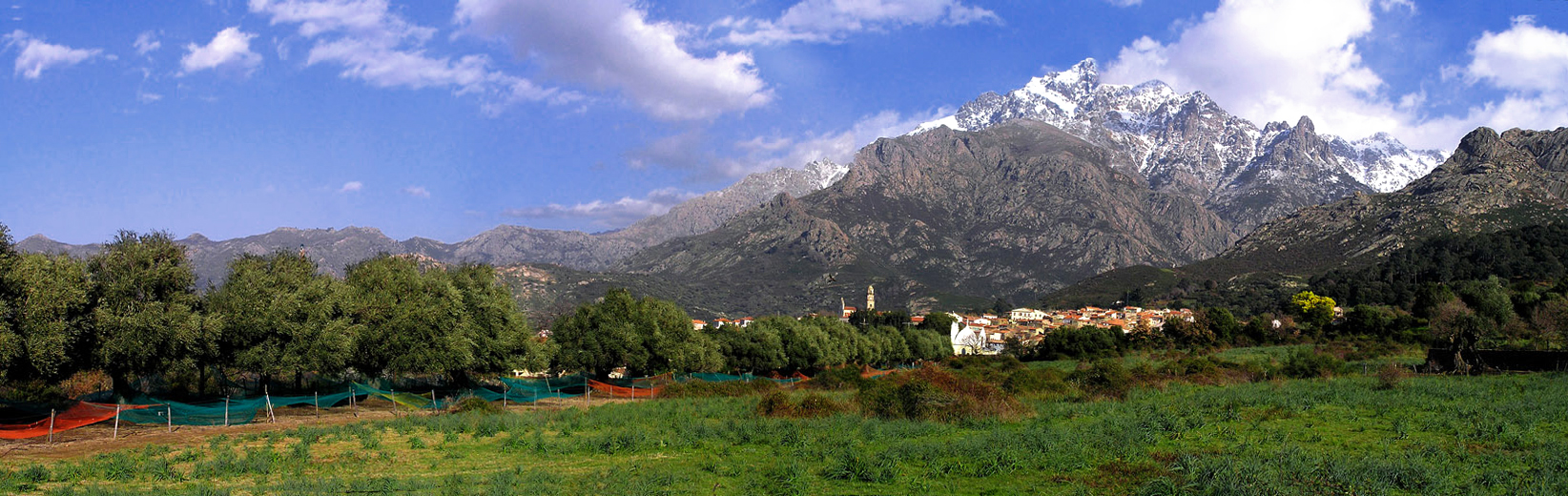
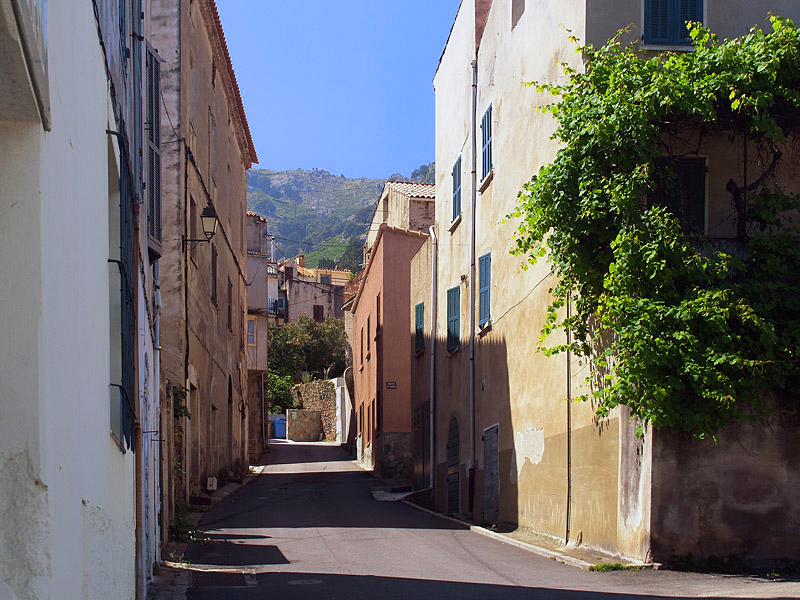
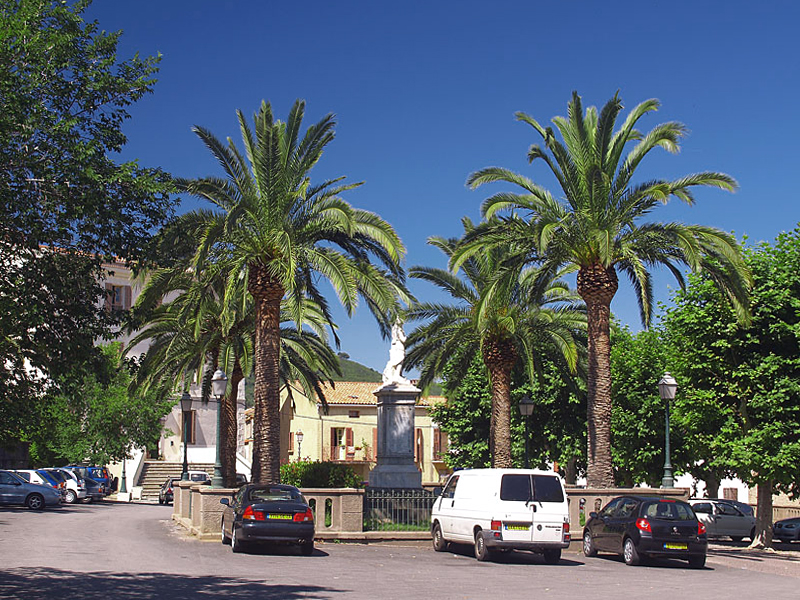
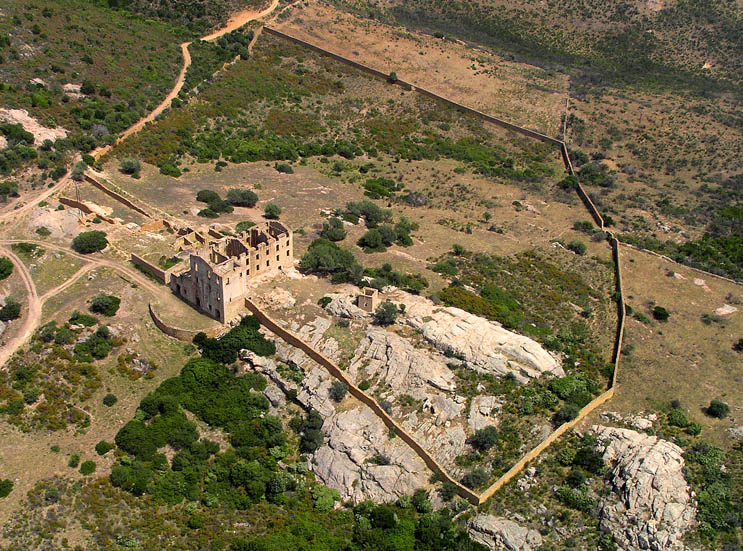
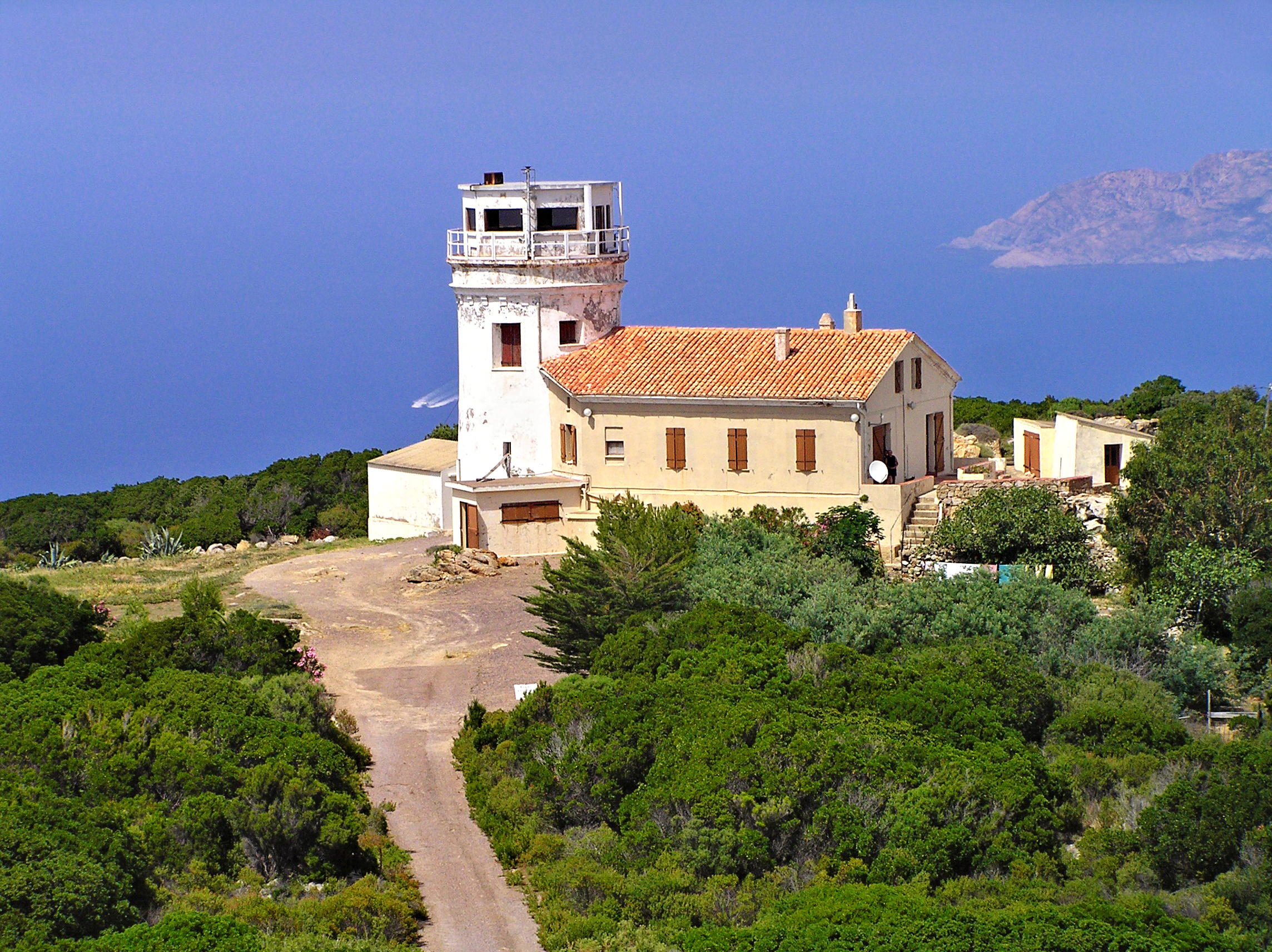
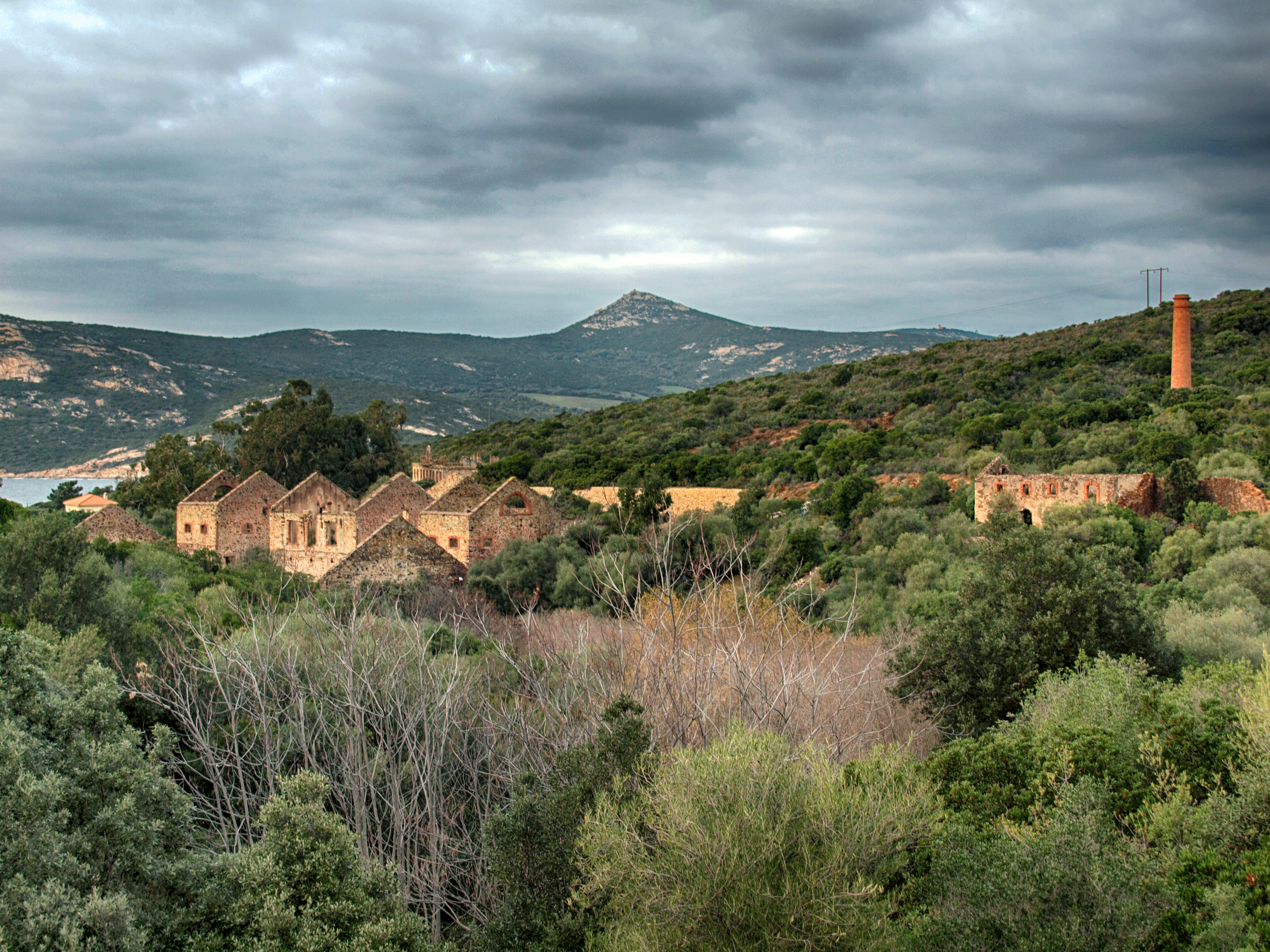
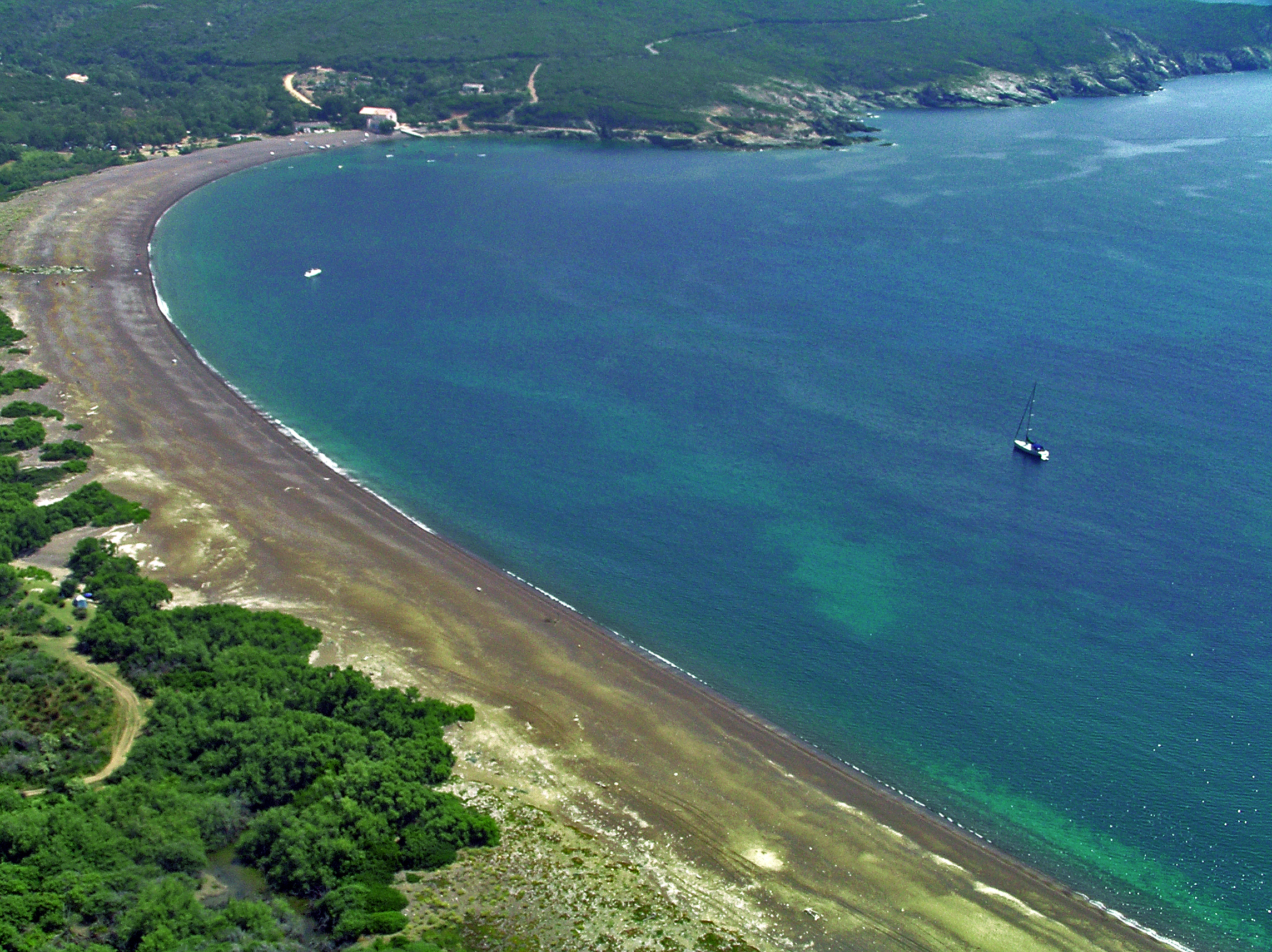